# Buków (województwo podkarpackie)
Buków – wieś w Polsce położona w województwie podkarpackim, w powiecie brzozowskim, w gminie Haczów. Leży przy DW887.
W latach 1975–1998 miejscowość administracyjnie należała do województwa krośnieńskiego.